# Ahmed al-Nami
 (novembre 2023).
Si vous disposez d'ouvrages ou d'articles de référence ou si vous connaissez des sites web de qualité traitant du thème abordé ici, merci de compléter l'article en donnant les références utiles à sa vérifiabilité et en les liant à la section « Notes et références ».
Ahmed al-Nami (arabe : أحمد بن عبد الله النعمي), né le 17 août 1977 dans la province d'Asir en Arabie saoudite et mort le 11 septembre 2001 à Shanksville (Pennsylvanie, États-Unis), est un membre d'Al-Qaïda et l'un des pirates de l'air du vol 93 United Airlines, qui a été détourné dans le cadre des attentats du 11 septembre 2001. Il s'est écrasé en Pennsylvanie après que les passagers eurent tenté d'en reprendre le contrôle.

## Biographie

Ahmed al-Nami.

### Attentats du 11 septembre 2001
Le 11 septembre 2001, Ahmed al-Nami embarqua à bord du vol 93 United Airlines et s'assit en siège 3C. Trois quarts d'heure après le décollage, il participa au détournement, en repoussant les passagers à l'arrière de l'appareil.
Certains passagers utilisent les téléphones de bord pour prévenir que leur avion est détourné et sont alors informés du détournement des avions lancés contre le World Trade Center. Devinant qu'ils risquent le même sort, les passagers décident de s'attaquer aux pirates de l'air. Les terroristes provoquent alors un crash à 10 h 03 pour empêcher la prise de contrôle par les passagers.